# Пісажовиці (Бжезький повіт)
Пісажовиці (пол. Pisarzowice, нім. Schreibendorf) — село в Польщі, у гміні Любша Бжезького повіту Опольського воєводства.
Населення — 651 особа (2011).
У 1975-1998 роках село належало до Опольського воєводства.

## Демографія
Демографічна структура станом на 31 березня 2011 року:
|          | Загалом | Допрацездатний вік | Працездатний вік | Постпрацездатний вік |
| -------- | ------- | ------------------ | ---------------- | -------------------- |
| Чоловіки | 343     | 68                 | 243              | 32                   |
| Жінки    | 308     | 52                 | 202              | 54                   |
| Разом    | 651     | 120                | 445              | 86                   |